# Mònts
Mònts (occità) o Mons (francès) és un comú occità del Llenguadoc, a la part septentrional del departament de l'Erau (regió d'Occitània).

## Geografia

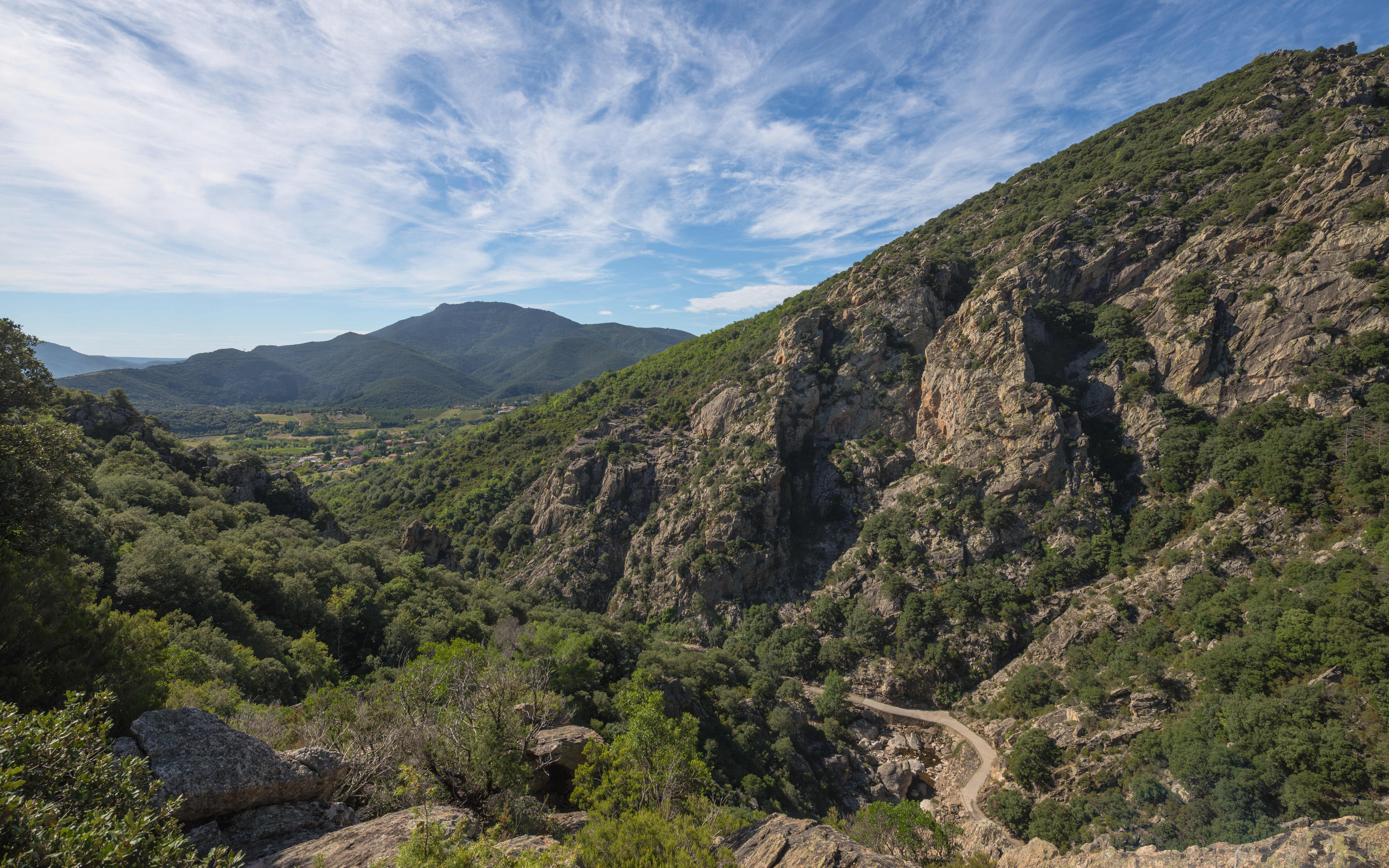

Mons és un comú de tipus rural, ja que és un dels comuns de densitat baixa o molt baixa, en el sentit de la quadrícula de densitat municipal de l'Insee. Pertany a la unitat urbana d'Olargues, una aglomeració intradepartamental que agrupa sis comuns l'any 2017.
A més, la ciutat forma part de la zona d'atracció de Bédarieux, de la qual és un comú de la corona. Aquesta zona, que inclou 26 comuns, es classifica en zones de menys de 50.000 habitants.

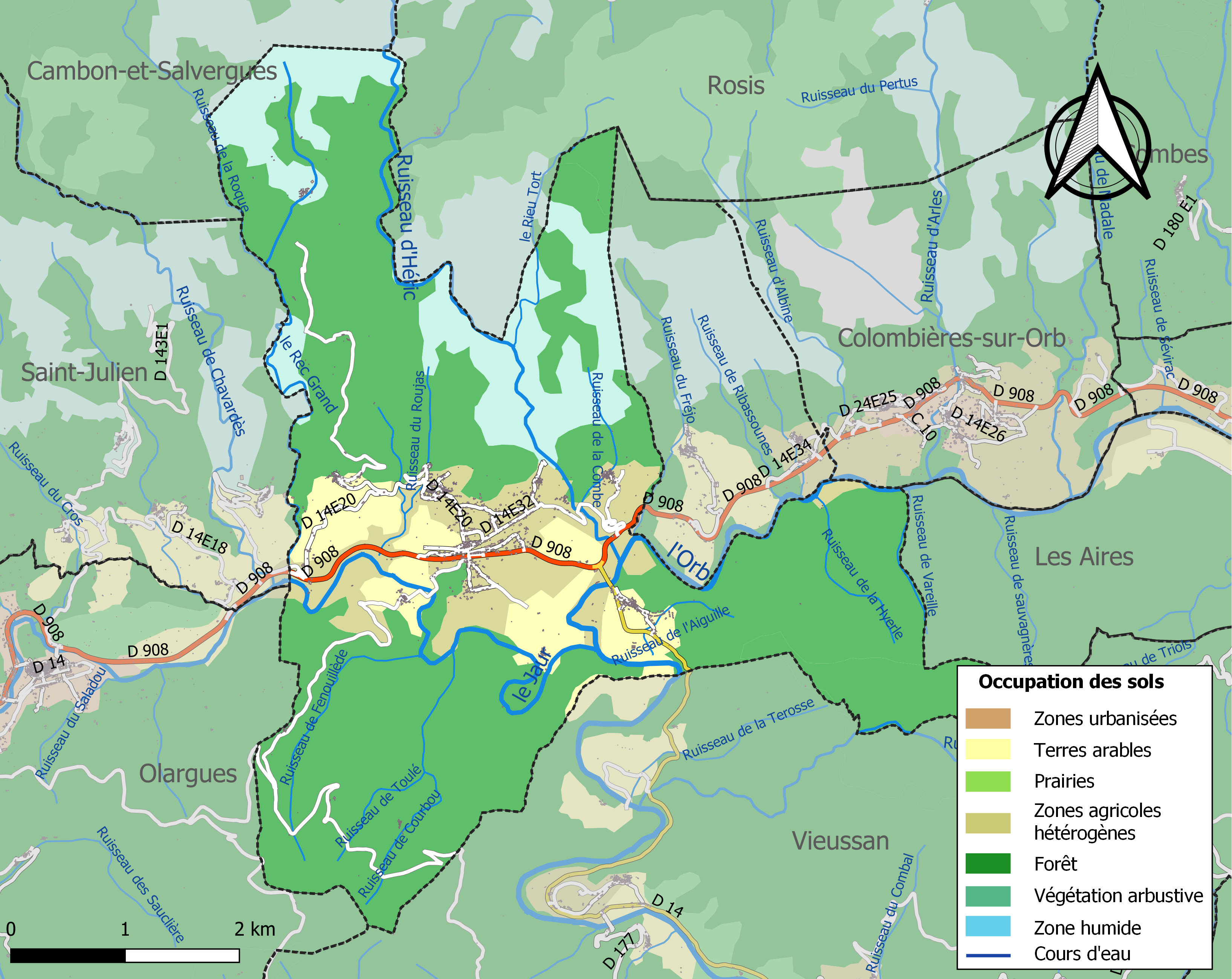
Mapa d'infraestructures i usos del sòl al comú l'any 2018 (CLC). (CLC).

L'ús del sòl del comú, tal com mostra la base de dades biofísica europea d'usos del sòl Corine Land Cover (CLC), està marcat per la importància dels boscos i dels entorns seminaturals (80% el 2018), una proporció idèntica a la del 1990 (79,7%). La distribució detallada del 2018 és la següent: boscos (66,8%), espais oberts, amb poca o nul·la vegetació (13,2%), zones agrícoles heterogènies (11,7%), conreus permanents (8,3%).
L'IGN també ofereix una eina en línia per comparar l'evolució en el temps de l'ús del sòl al comú (o territoris a diferents escales). Es pot accedir a diversos períodes a partir de mapes o fotografies aèries: la carta Cassini (segle xviii), la carta d'état-major (1820-1866) i el període actual (des del 1950).

## Riscos
El territori del comú de Mons és vulnerable a diversos riscos naturals: meteorològics (tempesta, tempesta, neu, fred extrem, onada de calor o sequera), inundacions, incendis forestals, esllavissades i terratrèmols (sismicitat molt baixa). També està exposada a dos riscos tecnològics, el transport de materials perillosos i la ruptura d'una presa, i a dos riscos específics: el risc miner i el risc de radó. Un lloc publicat pel BRGM permet avaluar de manera senzilla i ràpida els riscos d'un immoble situat ja sigui per la seva adreça o pel número de la seva parcel·la.

### Riscos naturals
Determinats punts del territori comunal poden veure's afectats pel risc d'inundació per desbordament de cursos d'aigua, en particular el riu Orb, el Jaur i el ruisseau d'Héric. La població va ser reconeguda com a estat de desastre natural pels danys causats per inundacions i esllavissades de fang que es van produir els anys 1982, 1987, 1995, 1996, 1997, 2011, 2013, 2014 i 2018.
Mons està exposada al risc d'incendi forestal. El juny de 2013 es va aprovar un Pla departamental de protecció dels boscos contra els incendis (PDPFCI) i s'allarga fins a l'any 2022, quan s'ha de renovar. Les mesures individuals de prevenció d'incendis s'especifiquen per dos decrets prefecturals i s'apliquen a les zones exposades a incendis forestals i a menys de 200 metres d'ells. El decret de 25 d'abril de 2002 regula l'ús del foc prohibint especialment la posada de foc, fumar i llençar burilles a les zones sensibles i a les vies que les travessen sota pena de sancions. El decret d'11 de març de 2013 fa obligatòria la compensació, responsabilitat del propietari o beneficiari.

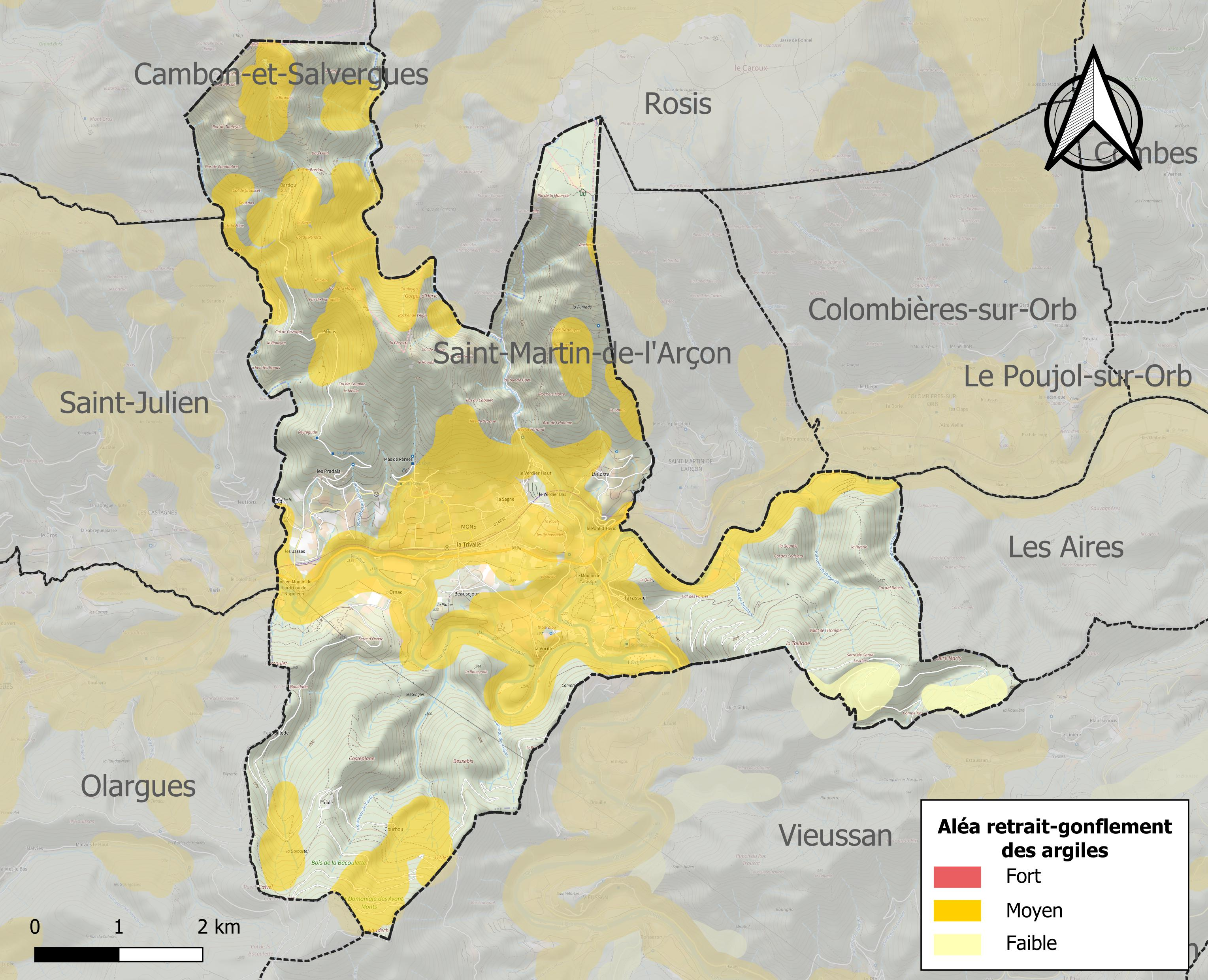
Mapa de les zones de risc de contracció-inflació dels sòls argilosos de Mons

El comú és vulnerable al risc d'esllavissades consistents principalment en la contracció-inflació de sòls argilosos. Aquest perill és probable que provoqui danys importants als edificis en cas d'alternança de períodes de sequera i pluja. El 39,1% del terme municipal es troba en perillositat mitjana o alta (59,3% a nivell departamental i 48,5% a nivell nacional). Dels 577 edificis comptabilitzats al comú l'any 2019, 445 es troben en risc mitjà o alt, és a dir, el 77%, enfront del 85% a nivell departamental i el 54% a nivell nacional. Es disposa d'un mapa de l'exposició del territori nacional a la contracció i la inflació dels sòls argilosos consultable al lloc web del BRGM.
A més, per tal de conèixer millor el risc d'enfonsament del terreny, l'inventari nacional de cavitats subterrànies permet localitzar les que hi ha al comú.
En diverses parts del territori nacional el radó, acumulat en determinats habitatges o altres locals, pot constituir una important font d'exposició de la població a radiacions ionitzants. Alguns comuns del departament es veuen afectats pel risc de radó a un nivell més o menys elevat. Segons la classificació del 2018, el comú de Mons està classificat a la zona 3, és a dir, zona amb un important potencial de radó.

### Riscos tecnològics
El risc de transport de materials perillosos al comú està lligat al seu pas per grans infraestructures viàries o ferroviàries o la presència d'un gasoducte de transport d'hidrocarburs. Un accident que es produeixi en aquestes infraestructures és susceptible de tenir greus efectes sobre els béns, les persones o el medi ambient, segons la naturalesa del material transportat. Es poden recomanar disposicions urbanístiques en conseqüència.
La població també es troba aigües avall de la presa des monts d'Orb, una estructura de classe A al riu Orb, posada en marxa l'any 1961 i amb un embassament de 30,6 milions de metres cúbics. Com a tal és possible que es vegi afectat per l'ona de submersió per una ruptura d'aquesta estructura.
L'estudi Geodéris Scanning realitzat l'any 2008 va establir per al departament de l'Hérault una identificació ràpida de les zones de risc miner vinculades a la inestabilitat del terreny. El 2015 es va complementar amb un estudi en profunditat de les antigues explotacions mineres al jaciment de carbó de Graissessac i al districte polimetàl·lic de Villecelle. El comú està afectat pel risc miner, lligat principalment a l'evolució de cavitats subterrànies abandonades i sense manteniment després de l'explotació de les mines.